# Xinjiang
Xinjiang (Uighurisk: شىنجاڭ (Shinjang), kinesisk: 新疆, pinyin: Xīnjiāng, Wade-Giles: Hsin1-chiang1), fulde navn Autonom Region Xinjiang Uyghur (Uighurisk: شىنجاڭ ئۇيغۇر ئاپتونوم رايونى (Shinjang Uyghur Aptonom Rayoni), simplificeret kinesisk: 新疆维吾尔自治区, traditionel kinesisk: 新疆維吾爾自治區, pinyin: Xīnjiāng Wéiwú'ěr Zìzhìqū) er en autonom region i Folkerepublikken Kina. Området kendes også under betegnelsen Østturkistan. Xinjiang grænser op til Autonom Region Tibet i syd og Qinghai- og Gansu-provinserne i sydøst. Det grænser også op til Mongoliet i øst, Rusland i nord og Kasakhstan, Kirgisistan, Tajikistan, Afghanistan og indisk- og pakistansk-kontrollerede områder af Kashmir i vest. Xinjiang inkluderer det meste af området Aksai Chin, en region som Indien gør krav på som en del af Jammu og Kashmir.
Provinsen er hjemsted for flere tyrkisk etniske grupper blandt andet uighur. Størstedelen af Kinas ca. 20 millioner muslimer bor i Xinjiang.

## Administrative enheder
Xinjiang er inddelt i 18 enheder på præfekturniveau (2 bypræfekturer, 4 byer på subpræfekturniveau, 7 præfekturer og 5 autonome præfekturer). Det autonome præfektur Illi har jurisdiktion over to andre præfekturer, Altay (阿勒泰地区) og Tacheng (塔城地区). Et større område mod syd, Aksai Chin, er under kinesisk kontrol, men anses af Indien som okkuperet område som de gør krav på som en del af Kashmir.
| Kort                                                 | Kort                      | Kort                    | Kort                          | Kort                                | Kort                                 | Kort                   | Kort |
| ---------------------------------------------------- | ------------------------- | ----------------------- | ----------------------------- | ----------------------------------- | ------------------------------------ | ---------------------- | ---- |
|                                                      |                           |                         |                               |                                     |                                      |                        |      |
| #                                                    | Navn                      | Hanzi                   | pinyin                        | Uigur (kona yezik̡)                  | Uigur-latin (yengi yezik̡)            | Administrativt centrum |      |
| — Bypræfektur —                                      |                           |                         |                               |                                     |                                      |                        |      |
| 2                                                    | Ürümqi                    | 乌鲁木齐市              | Wūlǔmùqí Shì                  | ئۈرۈمچى شەھرى                       | Ürümchi Shehri                       | Tianshan               |      |
| 3                                                    | Karamay                   | 克拉玛依市              | Kèlāmǎyī Shì                  | قاراماي شەھرى                       | Qaramay Shehri                       | Karamay                |      |
| — Præfektur —                                        |                           |                         |                               |                                     |                                      |                        |      |
| 4                                                    | Altay Underlagt Ili       | 阿勒泰地区              | Ālètài Dìqū                   | ئالتاي ۋىلايىتى                     | Altay Wilayiti                       | Altay                  |      |
| 5                                                    | Tacheng Underlagt Ili     | 塔城地区                | Tǎchéng Dìqū                  | تارباغاتاي ۋىلايىتى                 | Tarbaghatay Wilayiti                 | Tacheng                |      |
| 6                                                    | Turpan                    | 吐鲁番地区              | Tǔlǔfān Dìqū                  | تۇرپان ۋىلايىتى                     | Turpan Wilayiti                      | Turpan                 |      |
| 7                                                    | Hami                      | 哈密地区                | Hāmì Dìqū                     | قۇمۇل ۋىلايىتى                      | Qumul Wilayiti                       | Hami                   |      |
| 8                                                    | Kashgar                   | 喀什地区                | Kāshí Dìqū                    | قەشقەر ۋىلايىتى                     | Qeshqer Wilayiti                     | Kashgar                |      |
| 9                                                    | Aksu                      | 阿克苏地区              | Ākèsū Dìqū                    | ئاقسۇ ۋىلايىتى                      | Aqsu Wilayiti                        | Aksu                   |      |
| 10                                                   | Hotan                     | 和田地区                | Hétián Dìqū                   | خوتەن ۋىلايىتى                      | Xoten Wilayiti                       | Hotan                  |      |
| — Autonomt præfektur —                               |                           |                         |                               |                                     |                                      |                        |      |
| 1                                                    | Ili (For kasakher)        | 伊犁哈萨克 自治州       | Yīlí Hāsàkè Zìzhìzhōu         | ئىلى قازاق ئاپتونوم ئوبلاستى        | Ili QazaQ Aptonom Oblasti            | Yining                 |      |
| 11                                                   | Bortala (For mongoler)    | 博尔塔拉蒙古 自治州     | Bó'ěrtǎlā Měnggǔ Zìzhìzhōu    | بۆرتالا موڭغۇل ئاپتونوم ئوبلاستى    | Börtala Mongghul Aptonom Oblasti     | Bole                   |      |
| 12                                                   | Changji (For huier)       | 昌吉回族 自治州         | Chāngjí Huízú Zìzhìzhōu       | سانجى خۇيزۇ ئاپتونوم ئوبلاستى       | Sanji Xuyzu Aptonom Oblasti          | Changji                |      |
| 13                                                   | Kizilsu (For kirgisere)   | 克孜勒苏柯尔克孜 自治州 | Kèzīlèsū Kē'ěrkèzī Zìzhìzhōu  | قىزىلسۇ قىرغىز ئاپتونوم ئوبلاستى    | Qizilsu Qirghiz Aptonom Oblasti      | Atux                   |      |
| 14                                                   | Bayingolin (For mongoler) | 巴音郭楞蒙古 自治州     | Bāyīnguōlèng Měnggǔ Zìzhìzhōu | بايىنغولىن موڭغۇل ئاپتونوم ئوبلاستى | Bayingholin Mongghul Aptonom Oblasti | Korla                  |      |
| — By på subpræfekturniveau — (Administreret af XPCC) |                           |                         |                               |                                     |                                      |                        |      |
| 15                                                   | Shihezi                   | 石河子市                | Shíhézǐ Shì                   | شىخەنزە شەھرى                       | Shixenze Shehri                      | Shihezi                |      |
| 16                                                   | Wujiaqu                   | 五家渠市                | Wǔjiāqú Shì                   | ئۇجاچۇ شەھرى                        | Wujachu Shehri                       | Wujiaqu                |      |
| 17                                                   | Tumxuk                    | 图木舒克市              | Túmùshūkè Shì                 | تۇمشۇق شەھرى                        | Tumshuq Shehri                       | Tumxuk                 |      |
| 18                                                   | Aral                      | 阿拉尔市                | Ālā'ěr Shì                    | ئارال شەھرى                         | Aral Shehri                          | Aral                   |      |
| 19                                                   | Beitun                    | 北屯市                  | Běitún Shì                    | بەيتۈن شەھىرى                       | Beatün Shehiri                       | Beitun                 |      |
| 20                                                   | Tiemenguan                | 铁门关市                | Tiĕménguān Shì                | باشئەگىم شەھىرى                     | Bashegym Shehiri                     | Tiemenguan             |      |
| 21                                                   | Shuanghe                  | 双河市                  | Shuānghé Shì                  | قوشئۆگۈز شەھىرى                     | Qoshögüz Shehiri                     | Shuanghe               |      |
| 22                                                   | Kokdala                   | 可克达拉市              | Kěkèdálā Shì                  | كۆكدالا شەھىرى                      | Kökdala Shehiri                      | Kokdala                |      |

Disse 18 enheder er inddelt i 99 enheder på amtsniveau (11 distrikter, 20 by-amter, 62 amter og 6 autonome amter.
Disse er igen inddelt i 1.009 enheder på kommuneniveau (299 bykommuner (towns), 582 kommuner (townships), 43 etniske kommuner (ethnic townships), 145 subdistrikter og 10 offentlige distriktskontorer).

## Myndigheder
Den regionale leder i Kinas kommunistiske parti er Chen Quanguo. Formanden i regionens statsapparat er Shohrat Zakir, pr. 2021.